# Jeremiah Estrada
Jeremiah Ramiro Estrada (Rancho Mirage, California, 1 de noviembre de 1998), más conocido como Jeremiah Estrada, es un jugador profesional estadounidense de béisbol que se desempeña en la posición de lanzador en San Diego Padres, equipo de las Grandes Ligas de Béisbol (MLB).

## Carrera
Estrada hizo su debut en la MLB con el equipo Chicago Cubs, en el cual jugó dos temporadas (2022-2023), después pasó a San Diego Padres, donde lleva jugando una temporada.